# Jacques Androuet du Cerceau
Jacques Androuet du Cerceau, pseudonimo di Androuet (Parigi, 1515 – Annecy, 1585), è stato un architetto e scrittore francese.

## Biografia
Jacques appartenne ad una prestigiosa famiglia di architetti parigini la cui influenza si sentì non solo nel XVI secolo ma anche in quello seguente. Il vero nome della famiglia era Adrouet ed il soprannome "du Cerceau" fu dovuto alla attività e al laboratorio del capostipite Jacques, caratterizzato dall'insegna portante il nome e la raffigurazione del "cerchio".
Fu padre di Baptiste Androuet du Cerceau e di Jacques II Androuet du Cerceau, e il nonno di Jean Androuet du Cerceau e di Salomon de Brosse.
Le origini di Jacques Androuet du Cerceau sono incerte, anche se le località di Orléans e di Le Mans sembrerebbero essere i più probabili centri di partenze dei suoi progenitori partiti alla volta di Parigi.

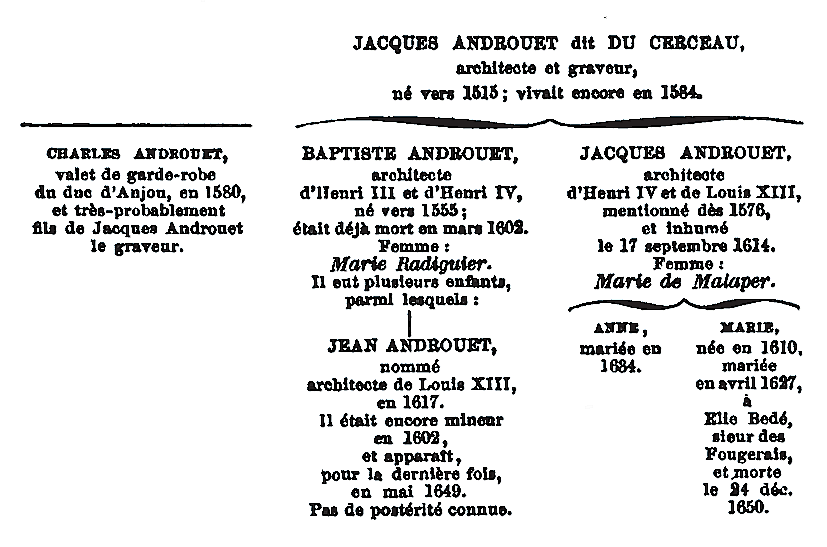
Généalogie des Androuet du Cerceau

Jacques fu il più noto ed il più celebre della famiglia grazie alle raccolte di disegni e di stampe, ma soprattutto alla riproduzione di architetture francesi dell'epoca.

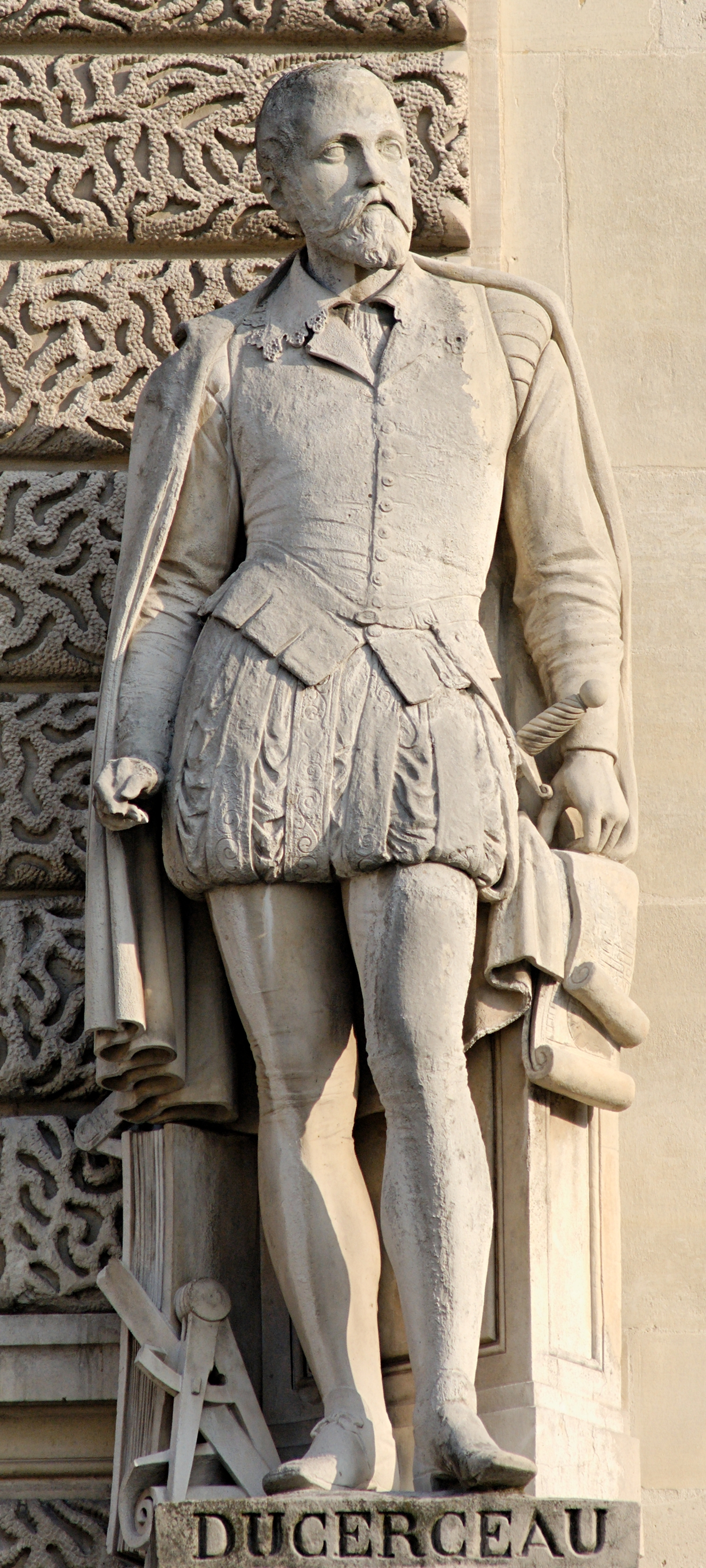
Statua di Jacques Androuet du Cerceau al Museo del Louvre

Nel 1533 effettuò una delle tante visite in Italia, dove rimase attratto e influenzato dal Manierismo sia nelle opere grafiche sia in quelle architettoniche.
Prolifica fu anche la sua attività di redattore di libri, ad iniziare dal 1549 con Arcs, per proseguire con i due Livres d'architecture e i Monuments antiques del 1560, con il Traité perspective del 1576, e con le sue pubblicazioni più importanti, ossia Les plus excellents bastiments de France ed il Volume des monuments de Paris.
Si sono conservate parecchie incisioni ispirate da opere di Perin del Vaga, del Rosso (Amours des Dieux, Les travaux d'Hercule), di Raffaello (Histoire de Psychée) e di Bramante (Combats de Cavalerie) e la sua collezione completa, conservata dal Cabinet des Estampes parigino, prevede circa 2000 fogli e 2800 incisioni.
Fra le opere architettoniche realizzate vi sono i due castelli di Charleval e di Verneuil-sur-Oise, oltre a vari palazzi parigini, la Maison nel parco di Gaillon ed il coro della chiesa della Madaleine.
Dal 1549 venne nominato architetto del re.

## Pubblicazioni
- Quinque et viginti exempla arcuum…, Orléans, s. n., 1549.
- http://architectura.cesr.univ-tours.fr/Traite/Notice/ENSBA_Masson647.asp?param=[collegamento interrotto], Parigi, s. n., 1559.
- Second livre d'architecture … contenant plusieurs et diverses ordonnances de cheminées, lucarnes, portes, fontaines… (archiviato dall'url originale il 23 febbraio 2009)., Parigi, Jacques Androuet du Cerceau, 1561.
- Le premier (second) volume des plus excellents bastiments de France., Parigi, Gilles Beys, 1576-1579.
- http://architectura.cesr.univ-tours.fr/Traite/Notice/ENSBA_LES1592.asp?param=[collegamento interrotto], Parigi, Jacques Androuet du Cerceau, 1582.
- Petit traitte des cinq ordres de colomnes., Parigi, Jacques Androuet du Cerceau, 1583.
- Livre des Edifices antiques Romains, s. l. , s. n., 1584.